# 大壢老仙爺廟
24°43′38″N 121°02′31″E / 24.727091°N 121.041920°E
大壢老仙爺廟，是位於臺灣新竹縣寶山鄉山湖村、寶二水庫附近的廟宇，建廟緣由與1907年當地的傳說有關。

## 沿革

### 傳說

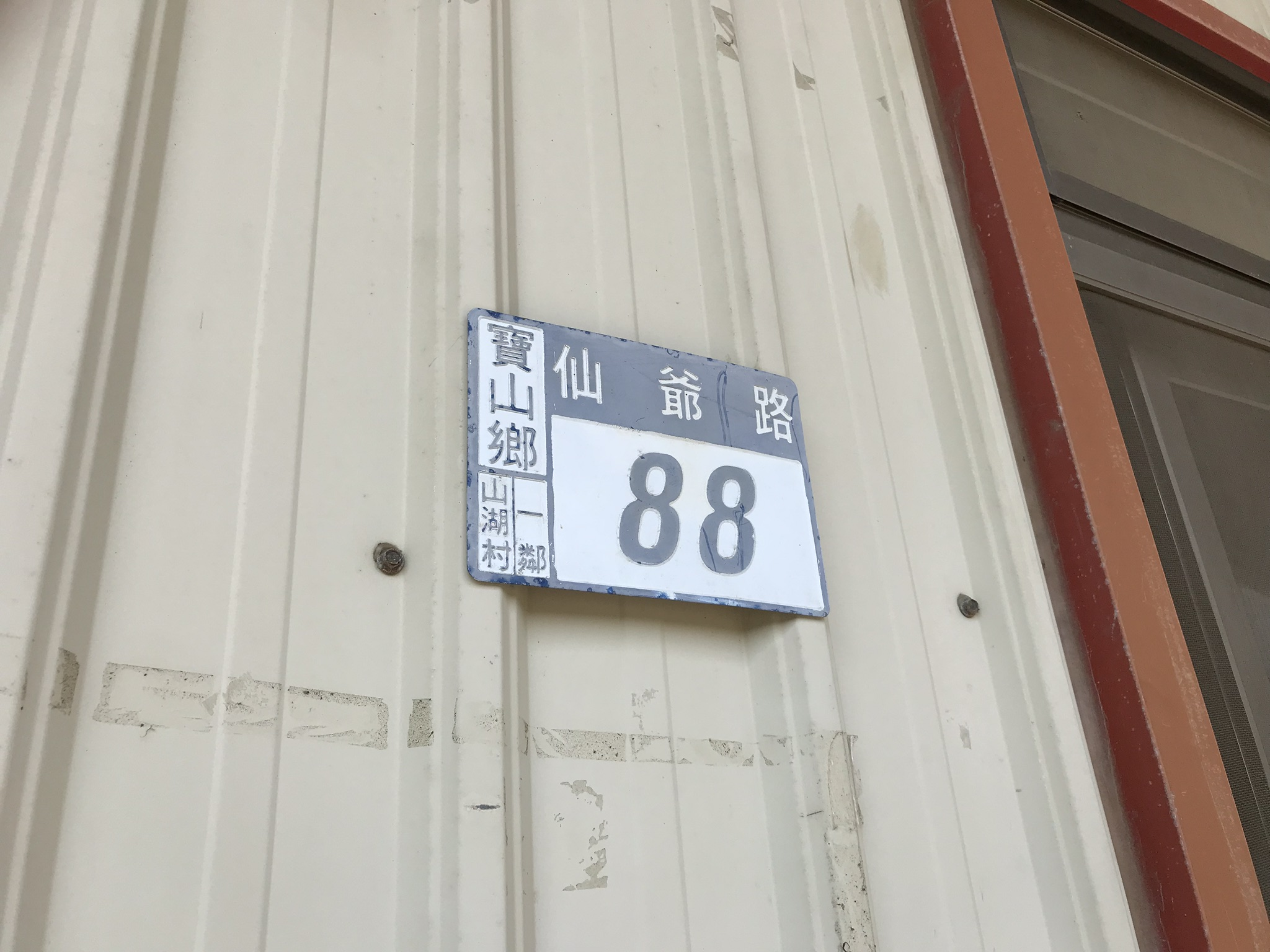
門牌為山湖村仙爺路88號。

傳說1907年，農曆七月廿三日晨，仙鎮村大壢有一位肢體障礙的少婦彭李妹遇見一位坐在路邊石頭的白髮老翁。該老翁說能治療她的病，吩咐她回去生父家時，一腳跨過正門時，喊一聲「阿爸」，病就會好。老人講完就不見。該女子照叮囑作，手腳馬上就復原如前，此後該老翁坐過的石塊常有人來膜拜。

### 建祠
北埔望族姜滿堂及當地文學家劉建賢集資就地鑿洞祭祀並命名「溪源洞」，並尊稱該老翁為「救苦大仙」。1909年建廟。1935年新竹－台中地震，此廟被震倒，同年修建完工。

### 拆遷
後來面臨寶二水庫土地而要拆遷，林光華在競選新竹縣長之前，曾到廟中擲筊，連續三次聖杯指示不願搬遷之意。政府曾在此廟辦理寶二水庫土地徵收說明會。時任水資局副局長的鍾朝恭，為讓位在水庫預定地的此廟遷移，找來作乩童的友人協助，在仙爺前擲杯，但最多只能擲到兩個聖杯，當時廟公也不看好並強調神明不可遷移，後來友人走到神像旁低聲地說水庫牽涉到民眾用水權利，並承諾仙爺每年升天之日，地方民眾與北水局會來祭拜，後來再擲筊杯，一連五個聖杯，使廟公說不出話來，遂在隔年順利搬遷。原先水資局想將該處的二十一座土地廟神明集中於新建的仙爺廟，但地理師說陰陽不能同祀，此事作罷。寶山水庫的建立，仙鎮村併到山湖村。

## 信仰活動

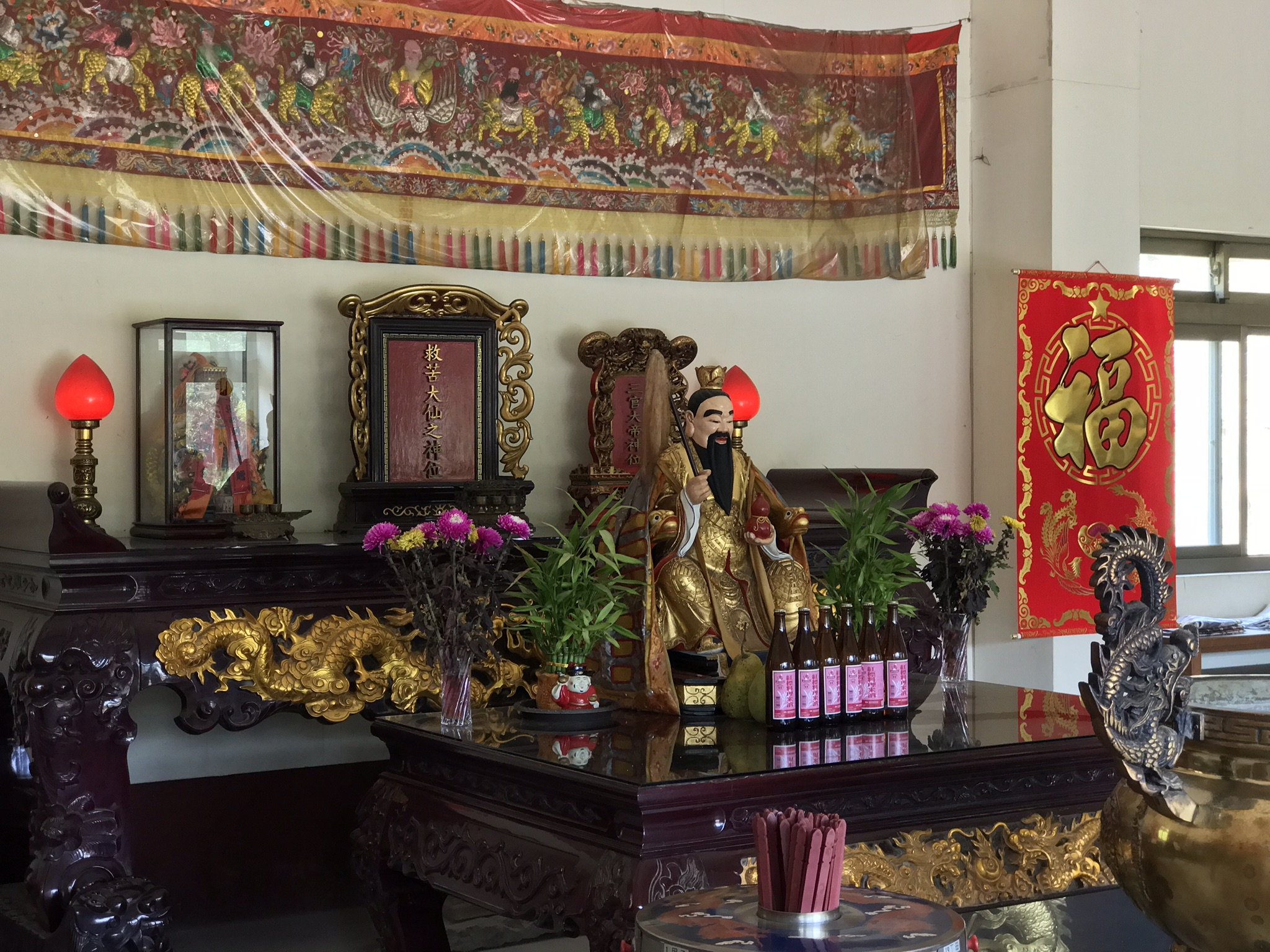
神像

該廟是寶山附近地區的信仰中心。出身仙鎮村的客家語言專家何石松曾回憶此仙爺廟很靈驗。有一名曾在友達光電的陳祥洲工程師，說因此廟神明的指示，就放棄科技業去當訓犬師。
信眾以農曆七月廿三為神明誕辰、顯聖日。當地一名叫「甘蔗哥」、弱視的李次郎，在慶典前會搭公車到竹東、橫山、峨眉、北埔、芎林等新竹縣五鄉鎮，背上錄音機與擴音器，沿路步行，傳播廟會訊息。

## 其他
寶山鄉公所也會藉此廟廣場舉行農特產品展售或是寶二水庫環湖路跑。像是寶山鄉雙胞胎節也會在此廣場舉行，2014年時參加的雙胞胎最年長者是來自竹東和芎林、八旬的鍾秀蘭、鍾秀蕙姊妹。還有一次因一位參加路跑的男子在附近迷路，而上了新聞。